# 雅努什·博比克
雅努什·博比克（波蘭語：Janusz Bobik，1955年12月17日—），波兰前男子马术运动员。他曾代表波兰参加1980年夏季奥林匹克运动会马术比赛，获得团体场地障碍赛银牌。